# Delphinium inopinum
Delphinium inopinum là một loài thực vật có hoa trong họ Mao lương. Loài này được (Jeps.) H.F.Lewis & Epling mô tả khoa học đầu tiên năm 1954.